# Hemskär, Värmdö kommun
För andra betydelser, se Hemskär.

Hemskär är en ö i Nämdö socken i Värmdö kommun, nordväst om Ängskär. Ön har en yta på 24 hektar.
Hemskär ansågs länge som en ö av mycket lågt värde; ön är karg och bergig och dög inte som betesö. En del tallskog finns på ön. Ön har numera åtta fastigheter, av vilka en är permanentbostad och sju fritidshus.